# Un domingo en Nueva York
Un domingo en Nueva York (Sunday in New York en su título original) es una obra de teatro en dos actos del dramaturgo estadounidense Norman Krasna, estrenada en 1961.

## Argumento
Eileen Tyler es una joven periodista especializada en crítica musical en el Albany Times Union; acaba de romper con su novio Russ, heredero de una acomodada familia de Albany. Eileen llega a Nueva York para visitar a su hermano Adam, que es un piloto de la línea aérea. La joven le confía a su hermano que teme ser la única mujer el mundoque permanece virgen a los 22 años. Adam le asegura que el sexo no es lo que todos los hombres buscan. Por supuesto, Adam está mintiendo y está a la búsqueda de una cita con su novia ocasional Mona. Sin embargo, la cita de Adam con Mona tiene una serie de interrupciones relacionadas con el trabajo. Mientras tanto, Eileen decide ver si puede divertirse en Nueva York, y parece encontrar al candidato perfecto en Mike, un hombre que conoce en el autobús. Pero las cosas se complican cuando Russ aparece con una propuesta y una suposición equivocada.

## Representaciones destacadas
- Cort Theatre, Broadway, Nueva York, 27 de noviembre de 1961. Estreno mundial.[1]
  - Dirección: Garson Kanin.
  - Intérpretes: Pat Stanley (Eileen Taylor), Robert Redford (Mike Mitchell), Conrad Janis (Adam Taylor), Ron Nicholas (Russell Wilson).

- Théâtre du Palais-Royal , París, 1962. Estreno en Francia, con el título de Un dimanche à New-York.[2]
  - Dirección: Jacques Sereys.
  - Adaptación: Pierre Barillet, Jean-Pierre Grédy.
  - Intérpretes: Marie-José Nat, Jacques Riberolles, François Brincourt, Monique Barbillat, Jean-Claude Brialy, Bernard Woringer.

- Teatro Infanta Isabel, Madrid, 1964. Estreno en España.[3]
  - Dirección: Adolfo Marsillach.
  - Adaptación: José López Rubio.
  - Decorados: Emilio Burgos.
  - Intérpretes: Rocío Dúrcal (Eileen Taylor), Carlos Larrañaga, Paco Valladares, Víctor Valverde, Pilar Puchol, Ramón Reparaz.

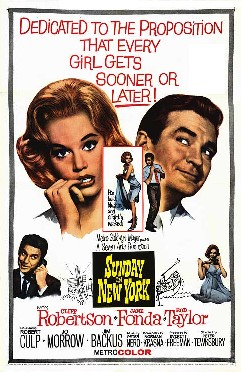
Cartel de Reynold Brownpara la película de 1963.

## Versiones
En 1963 se estrenó una versión cinematográfica dirigida por Peter Tewksbury e interpretada por Jane Fonda (Eileen Tyler), Rod Taylor (Mike Mitchell), Cliff Robertson (Adam Tyler) y Robert Culp (Russ Wilson).
En España se grabó una versión para televisión emitida por TVE en el espacio La Comedia el 20 de marzo de 1984, con dirección de Sergi Schaaf e interpretación de Virginia Mataix (Eileen), Abel Folk, Jaume Valls, Joan Miralles yArmando Aguirre.